# 瑙西茨
瑙西茨（德語：Nausitz，發音：[ˈnaʊzɪts]）是德国图林根州基夫霍伊瑟县曾经的一个市镇，面积3.43平方千米，2017年12月31日人口为169人。2019年1月1日，瑙西茨与另外3个市镇合并为新市镇罗斯莱本-维厄。